# Octombrie 1994
Acest articol este generat integral pe baza informațiilor din articolul 1994 și este actualizat periodic de un robot.
 Editările făcute în articol vor fi șterse la următoarea actualizare! Dacă doriți să faceți modificări, editați articolul-sursă.

ianuarie -
februarie -
martie -
aprilie -
mai -
iunie -
iulie -
august -
septembrie -
octombrie -
noiembrie -
decembrie
Octombrie 1994 a fost a zecea lună a anului și a început într-o zi de sâmbătă.

## Evenimente
- 7 octombrie: La ora 14:15, cursa Air France, având ca pasageri pe Mihai de Hohenzollern și pe soția sa, Ana, aterizează pe aeroportul Otopeni. Nu li se acordă viză de intrare și la ora 15:47 avionul decolează fără ca fostul rege să fi fost lăsat să pășească pe pământul României.
- 23 octombrie: La lucrările Congresului de constituire Confederației Sindicatelor Democratice din România (CSDR), este ales președinte Victor Ciorbea.
- 26 octombrie: Matematicianul englez, Andrew Wiles, anunță rezolvarea Marii Teoreme a lui Fermat.

## Nașteri
- 3 octombrie: Kepa Arrizabalaga (Kepa Arrizabalaga Revuelta), fotbalist spaniol (portar)
- 4 octombrie: Juventa (Jordin Maikel Post), DJ neerlandez de muzică trance
- 6 octombrie: Iulian-Alexandru Badea, politician
- 16 octombrie: Amelia Lily, cântăreață britanică
- 24 octombrie: Naomichi Ueda, fotbalist japonez
- 24 octombrie: Tereza Martincová, jucătoare de tenis cehă
- 27 octombrie: Kurt Happy Zouma, fotbalist francez
- 29 octombrie: Alexander Ivanov, cântăreț bielorus
- 1 noiembrie: Matthew Kennedy, fotbalist scoțian (atacant)
- 9 noiembrie: Carlos Fortes (Carlos Manuel Santos Fortes), fotbalist portughez (atacant)
- 10 noiembrie: Takuma Asano, fotbalist japonez (atacant)
- 17 noiembrie: Nicoleta Safta, handbalistă română
- 18 noiembrie: Danka Kovinić, jucătoare muntenegreană de tenis

## Decese
Heinz Rühmann (n. Heinrich Wilhelm Rühmann), 92 ani, actor german (n. 1902)
Nicu Anghel (n. Nicolae Cârpaci), (aka Ministeru), 37 ani, saxofonist bănățean (n. 1957)
Luigi Ionescu, 67 ani, interpret român de muzică ușoară (n. 1927)
Burt Lancaster (Burton Stephen Lancaster), 80 ani, actor american de film, laureat al Premiului Oscar (1959), (n. 1913)
Raúl Juliá, actor portorican (n. 1940)
Nicholas Georgescu-Roegen (n. Nicolae Georgescu), 88 ani, matematician, statistician, pedagog și economist american de etnie română, membru de onoare al Academiei Române (n. 1906)